# Liste der Naturdenkmale in Mauel
Die Liste der Naturdenkmale in Mauel nennt die im Gemeindegebiet von Mauel ausgewiesenen Naturdenkmale (Stand 13. April 2024).

## Naturdenkmale
| Nr.         | Bezeichnung                                                   | Lage                                                              | Beschreibung                                    | Bild                                    |
| ----------- | ------------------------------------------------------------- | ----------------------------------------------------------------- | ----------------------------------------------- | --------------------------------------- |
| ND-7232-379 | Napoleonseiche                                                | Staudenhof, westlich des Ortes; Abteilung In der Eichelsbach Lage | Quercus petraea, um 1810 gekeimt, ca. 20 m hoch | Fotos hochladen                         |
| ND-7232-380 | Eiche am alten Philipsweiherweg hinter der Althofstelle Rings | Mauel, Dorfstraße, hinter Nr. 31 Lage                             | Quercus robur, vor 1800 gekeimt, ca. 14 m hoch  | Direkt Bild zu diesem Denkmal hochladen |